# Jenő Zsigmondy

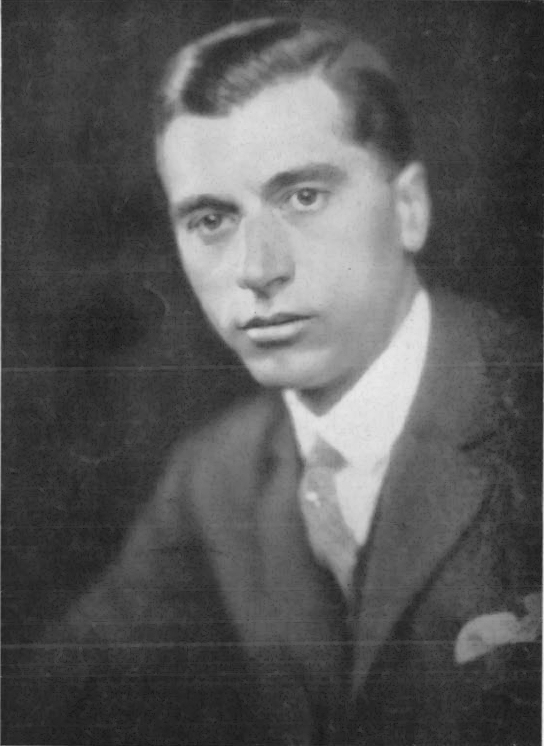
Zsigmondy (etwa 1910)

Jenő Zsigmondy (* 4. Juli 1889 in Budapest; † 30. Juli 1930 in Paris) war ein ungarischer Tennisspieler.

## Biografie
Zsigmondy war der Sohn von Jenő Zsigmondy sr., einem Anwalt und Mitglied des Reichshofrats und von Matild Zsigmondy. Die Zsigmondy-Familie ist bekannt in Ungarn. Jenő hatte eine Schwester Viola und einen Bruder Dezső. Sein Neffe 2. Grades war der Zahnarzt Adolph Zsigmondy. Dessen Sohn Richard Adolf Zsigmondy gewann den Nobelpreis in Chemie. Ebenfalls entfernt verwandt ist der Bergsteiger Emil Zsigmondy, der der Zsigmondyspitze seinen Namen gab. Der Mathematiker Karl Zsigmondy ist ebenfalls mit ihm verwandt. Jenős Großvater Pál gründete den ersten Tennisplatz in Ungarn. Jenő senior war zwischen 1927 und 1932 zudem Mitglied des ungarischen Parlaments.
Im Tennis gewann Tsigmondy mehrfach die ungarischen Tennismeisterschaften. 1907, 1910 und 1911 im Einzel sowie von 1909 bis 1913 im Doppel. Bei den Hartplatz-Weltmeisterschaften 1914 erreichte er das Halbfinale im Doppel. Zsigmondy nahm 1908 am Tenniswettbewerb der Olympischen Sommerspiele in London teil. Im Einzel unterlag er Bohuslav Hykš, im Doppel verlor er ebenfalls zum Auftakt. Im Einzel und Doppel vier Jahre später konnte er abermals nicht weit in das Turnier vordringen. Jeweils eine Runde konnte er überstehen. Weil seine Gesundheit es fortan nicht mehr zuließ, spielte er kein Tennis mehr, sondern Golf.
Zsigmondy studierte neben dem Sport Jura und wurde 1913 Anwalt. Er heiratete Alice Gstettner, eine Sängerin aus Wien und hatte mit ihr zwei Töchter, Magda und Éva. 1930 verstarb er an einer Krankheit.